# اعتراف (فیلم ۱۹۷۰)
اعتراف (فرانسوی: L'aveu‎) یک فیلم به کارگردانی کوستا گاوراس است که در سال ۱۹۷۰ منتشر شد. از بازیگران آن می‌توان به ایو مونتان، سیمون سینیوره، مونیک شومت و گابریله فرزتی اشاره کرد.

## جوایز
این فیلم نامزد دریافت جایزه گلدن گلوب و بفتا بهترین فیلم و نامزد جایزه اسکار بهترین فیلم خارجی‌زبان شده بود.